# 蒂利梅格火山
蒂利梅格火山是俄羅斯的火山，位於堪察加半島北部，屬於中部山脈的一部分，南面有奧斯特拉亞火山，海拔高度1,265米，山體由玄武岩組成。